# 赫拉尔多·塞瓦内
赫拉尔多·塞瓦内·卡斯特罗（西班牙語：Gerardo Seoane Castro，1978年10月30日—）是一位加利西亚裔瑞士前足球运动员及现任足球教练，自2023-24赛季起执教德国足球甲级联赛俱乐部普鲁士门兴格拉德巴赫。

## 球员生涯
塞瓦内的足球生涯始于罗滕堡（FC Rothenburg），其后又转会至卢塞恩。1990年代末，塞瓦内被视为瑞士足球界的天才，但无论是在卢塞恩还是后来的锡永，他都无法证明自己。1998年，塞瓦内移居西班牙，并在他父母的故乡加利西亚加入拉科鲁尼亚。在那里他只能代表B队作赛，并于2001年被租借至贝林佐纳，为期六个月。塞瓦内随后回到了拉科鲁尼亚，却仍然没有为职业队效力的机会。
2002年，塞瓦内被阿劳签入，并在接下来的两年中成为了主力球员。从那里，他又跟随恩师、主教练阿兰·盖格尔一同转投苏黎世草蜢。2007年初塞瓦内回到卢塞恩，并成为队长，在当地效力至2010年6月挂靴。

## 教练生涯
球员生涯结束后，塞瓦内留在了卢塞恩的青训部门工作，并曾于2013年4月临时指挥一线队的比赛。从2014年至2017年，他是卢塞恩U-21梯队的主教练。随着于2018年1月被解雇，塞瓦内正式接任俱乐部一线队主教练。当时球队仅排名联赛第九，领先降级区3分。在他的带领下，卢塞恩于赛季后半程奋勇直追，最终名列积分榜第三。
在2018-19赛季，塞瓦内成为瑞士冠军俱乐部伯尔尼年轻人的主教练，并在他执教的首个赛季捍卫了冠军头衔。他还率队参加了欧洲冠军联赛，但在分组赛结束后以仅积4分的成绩被淘汰。在第二个赛季，塞瓦内则带领俱乐部加冕国内双冠王，获得了他们的第14个联赛冠军(连续第三次)和第7个、同时也是30多年来的首个杯赛冠军。
至2021-22赛季，塞瓦内接任德国俱乐部拜耳勒沃库森的主教练。他与这支德甲球队签订了一份为期三年的合同。

## 个人生活
塞瓦内的父母来自西班牙西北部的加利西亚；他同时持有瑞士和西班牙的双重国籍。除了德语和西班牙语，塞瓦内能够流利会说的六种语言还包括英语、法语、意大利语和葡萄牙语。 

## 成就
主教练
- 瑞士足球冠军：2019年、2020年、2021年
- 瑞士盃冠军：2020年